# Chris Corner
Chris Corner (Middlesbrough, Yorkshire, Engeland, 24 januari 1974) is een Engelse muzikant en tekstschrijver. Hij is bekend geworden door zijn werk in de electropop bands (Sneaker Pimps) en met zijn eigen soloproject genaamd I am x. Op dit moment woont en werkt Chris Corner in Berlijn.
Het debuutalbum Kiss and Swallow van I AM X verscheen in 2004. Daarop bevinden zich voornamelijk elektronische nummers met trip-hop en electroclash invloeden. Het tweede album van I AM X heet The Alternative en verscheen in 2006.
- Bibliothèque nationale de France: cb15097499d (data)
- Gemeinsame Normdatei: 1187843229
- International Standard Name Identifier: 0000 0000 8019 743X
- MusicBrainz: 916ae87b-7e5a-478f-83c7-6aef0c5d0a5d
- Nationale Bibliotheek van Tsjechië: js20060811015
- Système universitaire de documentation: 161249930
- Virtual International Authority File: 301598490
- WorldCat: E39PCjrxrKmJjT3GBq7GBYvQHK